# Stahlbahnwerke Freudenstein
Stahlbahnwerke Freudenstein er en tidligere tysk producent af lokomotiver.

## Selskabets historie
Firmaet blev grundlagt i 1891 af købmanden Julius Freudenstein. Freudenstein havde indtil da arbejdet for Orenstein & Koppel. Oprindeligt handlede firmaet med skinner og materialer til jernbaner, men på grund af økonomiske problemer grundlagde Freudenstein i 1895 et produktionsanlæg i Tempelhof, Berlin, så der nu også kunne produceres damplokomotiver. På den tid firmaet omdannet til et aktieselskab og aktierne i Stahlbahnwerke Freudenstein blev noteret på børsen.
Lokomotiverne blev bl.a. leveret til de preussiske statsbaner, men da selskabet ikke opnåede tilstrækkelig succes, blev det slået sammen med Orenstein & Koppel i 1905. Kort efter lukkede fabrikken i Tempelhof.
| Tyskland | Spire Denne artikel om et firma eller en virksomhed i Tyskland er en spire som bør udbygges. Du er velkommen til at hjælpe Wikipedia ved at udvide den. |

0